# A Debreceni VSC 2013–2014-es szezonja
Ez a szócikk a Debreceni VSC 2013–2014-es szezonjáról szól, mely sorozatban a 21., összességében pedig a 36. idénye a csapatnak a magyar első osztályban. A klub fennállásának ekkor volt a 111. évfordulója. A szezon 2013 júliusában kezdődött és 2014 májusában ért véget. A csapat a hazai kiírások mellett az Európa-ligában is szerepelt.

## Játékoskeret
A bajnokság utolsó fordulójának idején, 2014. május 31-i állapot szerint.

*A félkövérrel írt játékosok ezen napig rendelkeztek felnőtt válogatottsággal
| #  |                  | Poszt | Név              |
| -- | ---------------- | ----- | ---------------- |
| 4  | Elefántcsontpart | KP    | Joël Damahou     |
| 6  | Magyarország     | KP    | Zsidai László    |
| 7  | Magyarország     | KP    | Dombi Tibor      |
| 8  | Francia          | KP    | Selim Bouadla    |
| 10 | Szlovénia        | KP    | Rene Mihelič     |
| 11 | Magyarország     | KP    | Ferenczi János   |
| 13 | Magyarország     | V     | Lázár Pál        |
| 14 | Magyarország     | V     | Vadnai Dániel    |
| 16 | Magyarország     | V     | Króner Martin    |
| 17 | Magyarország     | V     | Mészáros Norbert |
| 18 | Magyarország     | V     | Máté Péter       |
| 19 | Szlovénia        | CS    | Dalibor Volaš    |
| 21 | Magyarország     | V     | Ludánszki Bence  |
| 22 | Magyarország     | V     | Bernáth Csaba    |

| #  |              | Poszt | Név                 |
| -- | ------------ | ----- | ------------------- |
| 23 | Magyarország | CS    | Kovács Ádám Tibor   |
| 24 | Észtország   | V     | Igor Morozov        |
| 25 | Szerbia      | V     | Dušan Brković       |
| 26 | Szenegál     | CS    | Ibrahima Sidibe     |
| 27 | Magyarország | KP    | Bódi Ádám           |
| 28 | Magyarország | V     | Nagy Zoltán         |
| 29 | Magyarország | KP    | Spitzmüller István  |
| 44 | Magyarország | CS    | Tisza Tibor         |
| 45 | Szerbia      | K     | Nenad Novaković     |
| 55 | Magyarország | KP    | Szakály Péter (csk) |
| 69 | Magyarország | V     | Korhut Mihály       |
| 70 | Magyarország | CS    | Kulcsár Tamás       |
| 87 | Magyarország | K     | Verpecz István      |
| 88 | Szenegál     | CS    | L´Imam Seydi        |

## Statisztikák
Utolsó elszámolt mérkőzés dátuma: 2014. május 31.

### Mérkőzések
| Lejátszott mérkőzések száma        | 52 (30 OTP Bank Liga, 7 Magyar kupa, 12 Ligakupa, 1 Szuperkupa, 2 Európa-liga)                        |
| Győzelmek száma                    | 30 (18 OTP Bank Liga, 5 Magyar kupa, 7 Ligakupa, 0 Szuperkupa, 0 Európa-liga)                         |
| Döntetlenek száma                  | 10 (8 OTP Bank Liga, 1 Magyar kupa, 0 Ligakupa, 0 Szuperkupa, 1 Európa-liga)                          |
| Vereségek száma                    | 12 (4 OTP Bank Liga, 1 Magyar kupa, 5 Ligakupa, 1 Szuperkupa, 1 Európa-liga)                          |
| Szerzett gólok száma               | 112, valós: 110 (66 OTP Bank Liga, 18 Magyar kupa, 24 Ligakupa, 0 Szuperkupa, 2 Európa-liga)          |
| Kapott gólok száma                 | 66, valós: 67 (33 OTP Bank Liga, 8 Magyar kupa, 18 Ligakupa, 3 Szuperkupa, 5 Európa-liga)             |
| Gólkülönbség                       | +46, valós: +43                                                                                       |
| Sárga lapok                        | 109 (72 OTP Bank Liga, 10 Magyar kupa, 20 Ligakupa, 3 Szuperkupa, 4 Európa-liga)                      |
| Kiállítások                        | 7 (5 OTP Bank Liga, 1 Magyar kupa, 0 Ligakupa, 0 Szuperkupa, 1 Európa-liga)                           |
| Legtöbbet figyelmeztetett játékos  | Lázár Pál (9 sárga lap, 1 piros lap)                                                                  |
| Legnagyobb arányú győzelem         | Debreceni VSC 7–1 Kaposvári Rákóczi (2013. 07. 28.) – OTP Bank Liga, 1. forduló                       |
| Legnagyobb arányú vereség          | Debreceni VSC 1–5 Videoton (2014. 04. 12.) – Ligakupa – elődöntő                                      |
| Legmagasabb hazai nézőszám         | 20 000 néző, Debreceni VSC 0–2 Budapest Honvéd (2014. 05. 31.) – OTP Bank Liga, 30. forduló           |
| Legalacsonyabb hazai nézőszám      | 1 000 néző, Debreceni VSC 2–4 Mezőkövesd–Zsóry (2013. 11. 13.) – Ligakupa, csoportkör 5. forduló      |
| Legtöbbször pályára lépett játékos | Kulcsár Tamás (36 mérkőzés: 30 OTP Bank Liga, 3 Magyar kupa, 0 Ligakupa, 1 Szuperkupa, 2 Európa-liga) |
| Házi gólkirály                     | Dalibor Volaš (18 ) (8 OTP Bank Liga, 4 Magyar kupa, 6 Ligakupa, 0 Szuperkupa, 0 Európa-liga)         |
| Pontok                             | 100/156 (64,10%)                                                                                      |

A statisztikai és a valós szerzett ill. kapott gólok száma eltér egymástól, mivel az MLSZ versenybizottsága a Magyar Ligakupa negyeddöntőjében a 
Debreceni VSC – Puskás Akadémia pályán elért 1–1-es eredményét 3–0-ra változtatta meg a Debreceni VSC javára, mert a Puskás Akadémia egyik játékosa, Francisco Gallardo jogosulatlanul lépett pályára.

### Kiírások
| Kiírás        | Statisztikák | Statisztikák | Statisztikák | Statisztikák | Statisztikák | Statisztikák | Kezdő forduló   | Végső forduló/ helyezés | Mérkőzések dátumai | Mérkőzések dátumai |
| Kiírás        | M            | GY           | D            | V            | LG–KG        | GK           | Kezdő forduló   | Végső forduló/ helyezés | Első               | Utolsó             |
| ------------- | ------------ | ------------ | ------------ | ------------ | ------------ | ------------ | --------------- | ----------------------- | ------------------ | ------------------ |
| OTP Bank Liga | 30           | 18           | 08           | 04           | 066–33       | +33          | 1.              | 1.                      | 2013. 07. 28.      | 2014. 05. 31.      |
| Magyar kupa   | 07           | 05           | 01           | 01           | 018–08       | +10          | 4. forduló      | Elődöntő                | 2013. 10. 30.      | 2014. 05. 07.      |
| Ligakupa      | 12           | 07           | 0            | 05           | 026–17       | 0+9          | Csoportkör      | Elődöntő                | 2013. 09. 04.      | 2014. 04. 29.      |
| Szuperkupa    | 01           | 0            | 0            | 01           | 00–03        | 0–3          | —               | —                       | 2013. 07. 13.      | —                  |
| Európa-Liga   | 02           | 0            | 01           | 01           | 02–05        | 0–3          | 2. selejtezőkör | 2. selejtezőkör         | 2013. 07. 18.      | 2013. 07. 25.      |
| Összesen      | 52           | 30           | 10           | 12           | 112–66       | +46          |                 |                         |                    |                    |

A Ligakupa negyeddöntőben a DVSC–Puskás Akadémia mérkőzés pályán elért 1–1-es eredményét 2014. március 25-én az MLSZ versenybizottsága 3–0-ra változtatta meg a DVSC-TEVA javára, mivel a Puskás Akadémia egyik játékosa, Francisco Gallardo jogosulatlanul lépett pályára.
| Játékos             | Gólok száma   | Gólok száma | Gólok száma | Gólok száma | Gólok száma     | Összesen |
| Játékos             | OTP Bank Liga | Magyar Kupa | Ligakupa    | Szuperkupa  | Nemzetközi kupa | Összesen |
| ------------------- | ------------- | ----------- | ----------- | ----------- | --------------- | -------- |
| Összesen            | 66            | 18          | 24          | 0           | 2               | 110      |
| Ibrahima Sidibe     | 10            | 2           | 1           |             | 2               | 15       |
| Kulcsár Tamás       | 9             | 1           |             |             |                 | 10       |
| Dalibor Volaš       | 8             | 4           | 6           |             |                 | 18       |
| Szakály Péter       | 8             | 1           |             |             |                 | 9        |
| Bódi Ádám           | 4             | 2           | 2           |             |                 | 8        |
| Selim Bouadla       | 4             |             | 1           |             |                 | 5        |
| Rene Mihelič        | 3             |             |             |             |                 | 3        |
| Korhut Mihály       | 2             |             |             |             |                 | 2        |
| L´Imam Seydi        | 2             | 2           | 2           |             |                 | 6        |
| Máté Péter          | 2             | 1           |             |             |                 | 3        |
| Vadnai Dániel       | 2             |             |             |             |                 | 2        |
| Zsidai László       | 2             |             |             |             |                 | 2        |
| Dušan Brković       | 1             |             | 1           |             |                 | 2        |
| Dombi Tibor         | 1             |             | 1           |             |                 | 2        |
| Ferenczi János      | 1             | 1           | 1           |             |                 | 3        |
| Lázár Pál           | 1             |             |             |             |                 | 1        |
| Ludánszki Bence     | 1             |             | 1           |             |                 | 2        |
| Tisza Tibor         | 1             | 3           | 1           |             |                 | 5        |
| Horváth Zoltán      | 1             |             |             |             |                 | 1        |
| Króner Martin       |               | 1           | 1           |             |                 | 2        |
| Aleksandar Trninić  |               |             | 1           |             |                 | 1        |
| Slimane Bouadla     |               |             | 1           |             |                 | 1        |
| Spitzmüller István  |               |             | 1           |             |                 | 1        |
| Szécsi Márk         |               |             | 1           |             |                 | 1        |
| Kovács Ádám         |               |             | 1           |             |                 | 1        |
| ellenfelek öngóljai | 3             |             | 1           |             |                 | 4        |

| Játékos            | OTP Bank Liga | OTP Bank Liga | OTP Bank Liga | OTP Bank Liga | OTP Bank Liga   |
| Játékos            | mérkőzés      | kezdő         | becserélve    | lecserélve    | játékidő (perc) |
| ------------------ | ------------- | ------------- | ------------- | ------------- | --------------- |
| Zsidai László      | 28            | 28            | 0             | 2             | 2487            |
| Korhut Mihály      | 28            | 28            | 0             | 3             | 2474            |
| Szakály Péter      | 28            | 26            | 2             | 1             | 2426            |
| Kulcsár Tamás      | 30            | 28            | 2             | 20            | 2179            |
| Lázár Pál          | 24            | 24            | 0             | 4             | 2047            |
| Mészáros Norbert   | 23            | 22            | 1             | 1             | 2018            |
| Máté Péter         | 22            | 21            | 1             | 0             | 1926            |
| Nenad Novaković    | 20            | 20            | 0             | 0             | 1800            |
| Ibrahima Sidibe    | 25            | 19            | 6             | 4             | 1758            |
| Bódi Ádám          | 24            | 17            | 7             | 7             | 1498            |
| Selim Bouadla      | 18            | 15            | 3             | 7             | 1315            |
| Dalibor Volaš      | 21            | 15            | 6             | 9             | 1240            |
| Vadnai Dániel      | 18            | 11            | 7             | 8             | 1013            |
| Rene Mihelič       | 13            | 12            | 1             | 8             | 937             |
| Verpecz István     | 10            | 10            | 0             | 0             | 900             |
| Igor Morozov       | 10            | 8             | 2             | 1             | 714             |
| Aleksandar Trninić | 10            | 4             | 6             | 1             | 381             |
| Ferenczi János     | 6             | 3             | 3             | 2             | 314             |
| Ludánszki Bence    | 5             | 3             | 2             | 1             | 297             |
| Dombi Tibor        | 10            | 0             | 10            | 0             | 201             |
| Tisza Tibor        | 6             | 1             | 5             | 1             | 192             |
| L´Imam Seydi       | 9             | 1             | 8             | 1             | 162             |
| Rezes László       | 2             | 2             | 0             | 2             | 144             |
| Nagy Zoltán        | 2             | 2             | 0             | 1             | 136             |
| Szécsi Márk        | 4             | 0             | 4             | 0             | 109             |
| Bernáth Csaba      | 1             | 1             | 0             | 0             | 90              |
| Horváth Zoltán     | 3             | 0             | 3             | 0             | 55              |

| Időpont       | Kiírás, forduló                 | Ellenfél                      | Nézőszám   | Helyszín                   |
| 2013. 07. 25. | Európa-liga, 2. selejtezőkör    | Strømsgodset                  | 08 000 fő  | Nyíregyháza Városi Stadion |
| 2013. 07. 28. | OTP Bank Liga, 1. forduló       | Kaposvári Rákóczi             | 02 500 fő  | Oláh Gábor utcai stadion   |
| 2013. 08. 04. | OTP Bank Liga, 2. forduló       | Mezőkövesd-Zsóry              | 03 400 fő  | Oláh Gábor utcai stadion   |
| 2013. 08. 11. | OTP Bank Liga, 3. forduló       | Diósgyőri VTK                 | 06 500 fő  | Oláh Gábor utcai stadion   |
| 2013. 08. 25. | OTP Bank Liga, 5. forduló       | Ferencvárosi TC               | 09 000 fő  | Oláh Gábor utcai stadion   |
| 2013. 09. 04. | Ligakupa csoportkör, 1. forduló | Nyíregyháza Spartacus         | 02 500 fő  | Oláh Gábor utcai stadion   |
| 2013. 09. 15. | OTP Bank Liga, 7. forduló       | Videoton                      | 07 500 fő  | Oláh Gábor utcai stadion   |
| 2013. 09. 29. | OTP Bank Liga, 9. forduló       | MTK Budapest                  | 04 000 fő  | Oláh Gábor utcai stadion   |
| 2013. 10. 04. | OTP Bank Liga, 10. forduló      | Paksi FC                      | 03 000 fő  | Oláh Gábor utcai stadion   |
| 2013. 10. 09. | Ligakupa csoportkör, 3. forduló | Balmazújváros                 | 01 000 fő  | Oláh Gábor utcai stadion   |
| 2013. 10. 26. | OTP Bank Liga, 12. forduló      | Lombard Pápa                  | 04 500 fő  | Oláh Gábor utcai stadion   |
| 2013. 11. 09. | OTP Bank Liga, 14. forduló      | Puskás Akadémia               | 03 500 fő  | Oláh Gábor utcai stadion   |
| 2013. 11. 13. | Ligakupa csoportkör, 5. forduló | Mezőkövesd-Zsóry              | 01 000 fő  | Oláh Gábor utcai stadion   |
| 2013. 12. 03. | Magyar Kupa nyolcaddöntő        | Dunaújváros PASE (NB II)      | 01 800 fő  | Oláh Gábor utcai stadion   |
| 2014. 03. 04. | Ligakupa nyolcaddöntő           | Győri ETO                     | 01 500 fő  | Oláh Gábor utcai stadion   |
| 2014. 03. 09. | OTP Bank Liga, 19. forduló      | Szombathelyi Haladás          | 06 000 fő  | Oláh Gábor utcai stadion   |
| 2014. 03. 18. | Ligakupa negyeddöntő            | Puskás Akadémia               | 01 200 fő  | Oláh Gábor utcai stadion   |
| 2014. 03. 22. | OTP Bank Liga, 21. forduló      | Pécsi MFC                     | 06 500 fő  | Oláh Gábor utcai stadion   |
| 2014. 03. 25. | Magyar Kupa negyeddöntő         | Nyíregyháza Spartacus (NB II) | 01 500 fő  | Oláh Gábor utcai stadion   |
| 2014. 04. 05. | OTP Bank Liga, 23. forduló      | Győri ETO                     | 08 500 fő  | Oláh Gábor utcai stadion   |
| 2014. 04. 15. | Magyar Kupa elődöntő            | Diósgyőri VTK                 | 02 500 fő  | Oláh Gábor utcai stadion   |
| 2014. 04. 22. | Ligakupa elődöntő               | Videoton                      | 02 000 fő  | Oláh Gábor utcai stadion   |
| 2014. 04. 26. | OTP Bank Liga, 26. forduló      | Kecskeméti TE                 | 07 500 fő  | Oláh Gábor utcai stadion   |
| 2014. 05. 10. | OTP Bank Liga, 28. forduló      | Újpest FC                     | 019 000 fő | Nagyerdei stadion          |
| 2014. 05. 31. | OTP Bank Liga, 30. forduló      | Budapest Honvéd               | 020 000 fő | Nagyerdei stadion          |
| Összesen      | 15 OTP Bank Liga mérkőzés       | 15 OTP Bank Liga mérkőzés     | 111 400 fő | átlag: 7 426 fő‡           |
| Összesen      | 3 Magyar Kupa mérkőzés          | 3 Magyar Kupa mérkőzés        | 05 800 fő  | átlag: 1 933 fő            |
| Összesen      | 6 Ligakupa mérkőzés             | 6 Ligakupa mérkőzés           | 09 200 fő  | átlag: 1 533 fő            |
| Összesen      | 1 Európa-liga mérkőzés          | 1 Európa-liga mérkőzés        | 08 000 fő  | átlag: 8 000 fő            |
| Összesen      | 25 mérkőzés                     | 25 mérkőzés                   | 134 400 fő | átlag: 5 376 fő            |

| Játékvezető       | Mérkőzés száma | Mérkőzés száma | Mérkőzés száma | Mérkőzés száma | Összesen |
| Játékvezető       | OTP Bank Liga  | Magyar Kupa    | Ligakupa       | Szuperkupa     | Összesen |
| ----------------- | -------------- | -------------- | -------------- | -------------- | -------- |
| Andó-Szabó Sándor | 3              | 1              |                | 1              | 5        |
| Becséri Dániel    | 1              |                | 1              |                | 2        |
| Berger József     |                |                | 1              |                | 1        |
| Bognár Tamás      | 2              |                |                |                | 2        |
| Botló Béla        |                | 1              |                |                | 1        |
| Böcskei Balázs    |                |                | 1              |                | 1        |
| Erdős József      | 3              | 1              | 1              |                | 5        |
| Farkas Ádám       | 4              | 1              | 1              |                | 6        |
| Fábián Mihály     | 1              |                |                |                | 1        |
| Iványi Zoltán     | 2              | 1              | 1              |                | 4        |
| Karakó Ferenc     |                |                | 1              |                | 1        |
| Kassai Viktor     | 4              |                |                |                | 4        |
| Lovas László      |                |                | 2              |                | 2        |
| Németh Ádám       | 1              |                | 1              |                | 2        |
| Oláh Gábor        |                | 1              |                |                | 1        |
| Szabó Zsolt       | 3              | 1              | 1              |                | 5        |
| Vad II. István    | 6              |                | 1              |                | 7        |

## OTP Bank Liga

### Mérkőzések
Győzelem
      Döntetlen
      Vereség
| 1. forduló 2013. július 28. 20:30 |

| Debreceni VSC | 7 – 1               | Kaposvári Rákóczi               |
| --- | ------------------- | ------------------------------- |
| Sidibe 13' (11-esből) Korhut 38' Kulcsár 50' Jánvári 53' (öngól) Ferenczi 70' 16' Horváth 78' Zsidai 87' 31' Morozov 71' Lázár 90' | (2 – 1) Jegyzőkönyv | Vručina 8' Kovács 12′ Babić 48' |

| Oláh Gábor utca, Debrecen Nézőszám: 3 000 Játékvezető: Farkas Ádám (magyar) |

| 2. forduló 2013. augusztus 4. 20:30 |

| Debreceni VSC                         | 1 – 0               | Mezőkövesd–Zsóry                   |
| ------------------------------------- | ------------------- | ---------------------------------- |
| Szakály 80' 75' Morozov 49' Dombi 82' | (0 – 0) Jegyzőkönyv | Éles 21' Menougong 66' Melczer 90' |

| Oláh Gábor utca, Debrecen Nézőszám: 3 200 Játékvezető: Vad II. István (magyar) |

| 3. forduló 2013. augusztus 11. 16:30 |

| Debreceni VSC                                                     | 4 – 0               | Diósgyőri VTK                   |
| ----------------------------------------------------------------- | ------------------- | ------------------------------- |
| Bódi 33' Volaš 38' Szakály 61' Dombi 90+2' Lázár 14' Mészáros 49' | (2 – 0) Jegyzőkönyv | Rudolf 20' Kádár 31' Takács 38' |

| Oláh Gábor utca, Debrecen Nézőszám: 6 000 Játékvezető: Szabó Zsolt (magyar) |

| 4. forduló 2013. augusztus 18. 20:30 |

| Haladás                                               | 1 – 1               | Debreceni VSC                                              |
| ----------------------------------------------------- | ------------------- | ---------------------------------------------------------- |
| Németh 90+4' Bošnjak 54' Halmosi 54′, 65′ Gyurján 83' | (0 – 0) Jegyzőkönyv | Szakály 55' (11-esből) Volaš 37' Lázár 73′, 78′ Korhut 90′ |

| Rohonci út, Szombathely Nézőszám: 3 210 Játékvezető: Fábián Mihály (magyar) |

| 5. forduló 2013. augusztus 25. 16:30 |

| Debreceni VSC                                                                                     | 4 – 1               | Ferencváros                               |
| ------------------------------------------------------------------------------------------------- | ------------------- | ----------------------------------------- |
| Bódi 9' Volaš 48' 61' (11-esből) Szakály 90+3' Selim Bouadla 8' Mészáros 65' Zsidai 76' Dombi 87' | (1 – 1) Jegyzőkönyv | Böde 36' 90' Jova 15' Adams 61' Bešić 63' |

| Oláh Gábor utca, Debrecen Nézőszám: 9 000 Játékvezető: Farkas Ádám (magyar) |

| 6. forduló 2013. szeptember 1. 16:30 |

| Pécsi MFC                | 2 – 1               | Debreceni VSC                       |
| ------------------------ | ------------------- | ----------------------------------- |
| Koller 31' 67' Fodor 88' | (1 – 1) Jegyzőkönyv | Volaš 5' Máté 65' Selim Bouadla 86' |

| PMFC Stadion, Pécs Nézőszám: 2 500 Játékvezető: Becséri Dániel (magyar) |

| 7. forduló 2013. szeptember 15. 16:30 |

| Debreceni VSC                                                      | 2 – 1               | Videoton                                                                                     |
| ------------------------------------------------------------------ | ------------------- | -------------------------------------------------------------------------------------------- |
| Sidibe 60' Volaš 78' Lázár 18' Vadnai 44' Brkovics 78' Szakály 90' | (0 – 0) Jegyzőkönyv | Gyurcsó 51' Caneira 56' Tóth 66' Nikolics N. 79' Paraiba 90' Vítor Gomes 90+3' Álvarez 90+3' |

| Oláh Gábor utca, Debrecen Nézőszám: 7 500 Játékvezető: Vad II. István (magyar) |

| 8. forduló 2013. szeptember 22. 18:30 |

| Győri ETO                                              | 3 – 0               | Debreceni VSC          |
| ------------------------------------------------------ | ------------------- | ---------------------- |
| Völgyi 2' Kamber 60' Varga 90+1' Andrić 67' Pátkai 83' | (1 – 0) Jegyzőkönyv | Sidibe 61' Dombi 90+1' |

| ETO Park, Győr Nézőszám: 7 000 Játékvezető: Farkas Ádám (magyar) |

| 9. forduló 2013. szeptember 29. 16:30 |

| Debreceni VSC                                       | 1 – 0               | MTK Budapest                   |
| --------------------------------------------------- | ------------------- | ------------------------------ |
| Szakály 65' 80' Trninić 15′ Ferenczi 18' Zsidai 78' | (0 – 0) Jegyzőkönyv | Eppel 34' Fejes 69' Poór 90+3' |

| Oláh Gábor utcai stadion, Debrecen Nézőszám: 4 000 Játékvezető: Erdős József (magyar) |

| 10. forduló 2013. október 4. 19:00 |

| Debreceni VSC                                     | 2 – 2               | Paksi FC                                      |
| ------------------------------------------------- | ------------------- | --------------------------------------------- |
| Sidibe 6' 51' Brkovics 79' Rezes 59' Mészáros 64' | (1 – 1) Jegyzőkönyv | Simon 10' 60' (11-esből) Fiola 45' Bartha 71' |

| Oláh Gábor utca, Debrecen Nézőszám: 2 800 Játékvezető: Farkas Ádám (magyar) |

| 11. forduló 2013. október 19. 16:00 |

| Kecskeméti TE         | 0 – 3               | Debreceni VSC                                                          |
| --------------------- | ------------------- | ---------------------------------------------------------------------- |
| Gyagya 57' Balázs 73' | (0 – 2) Jegyzőkönyv | Kulcsár 32' Selim Bouadla 45' Korhut 80' Zsidai 11' Lázár 22' Bódi 24′ |

| Széktói Stadion, Kecskemét Nézőszám: 2 000 Játékvezető: Andó-Szabó Sándor (magyar) |

| 12. forduló 2013. október 26. 14:00 |

| Debreceni VSC                                                              | 2 – 2               | Lombard Pápa                                 |
| -------------------------------------------------------------------------- | ------------------- | -------------------------------------------- |
| Struhár 6' (öngól) Sidibe 63' (11-esből) Szakály 19' Trninić 58' Seydi 87' | (1 – 0) Jegyzőkönyv | Kenesei 87' Orosz 90+2' Šupić 74' Sekour 86' |

| Oláh Gábor utca, Debrecen Nézőszám: 3 500 Játékvezető: Szabó Zsolt (magyar) |

| 13. forduló 2013. november 3. 16:30 |

| Újpest                             | 1 – 4               | Debreceni VSC                                        |
| ---------------------------------- | ------------------- | ---------------------------------------------------- |
| Simon 62' 82' Kabát 24' Nego 90+3′ | (0 – 3) Jegyzőkönyv | Kulcsár 7' Sidibe 10' 76' Selim Bouadla 12' 63′, 81′ |

| Szusza Ferenc Stadion, Budapest Nézőszám: 1 300 Játékvezető: Vad II. István (magyar) |

| 14. forduló 2013. november 9. 14:00 |

| Debreceni VSC                                        | 2 – 1               | Puskás Akadémia                                            |
| ---------------------------------------------------- | ------------------- | ---------------------------------------------------------- |
| Szakály 10' Volaš 28' (11-esből) Bódi 60' Korhut 90' | (2 – 1) Jegyzőkönyv | Tischler 24' Hajdúch 25′ Guarú 74' Lencse 77' Haraszti 83' |

| Oláh Gábor utca, Debrecen Nézőszám: 4 500 Játékvezető: Németh Ádám (magyar) |

| 15. forduló 2013. november 23. 14:00 |

| Budapest Honvéd                                           | 1 – 3               | Debreceni VSC                                                                       |
| --------------------------------------------------------- | ------------------- | ----------------------------------------------------------------------------------- |
| Perea 83' (11-esből) Ignjatović 2' Hidi 54' Alcibiade 74' | (0 – 1) Jegyzőkönyv | Zsidai 45' 11' Szakály 58' 70' Kulcsár 63' 50' Selim Bouadla 34' Lázár 57' Bódi 75' |

| Bozsik József Stadion, Budapest Nézőszám: 1 000 Játékvezető: Kassai Viktor (magyar) |

| 16. forduló 2013. november 30. 14:00 |

| Kaposvári Rákóczi                  | 1 – 2                         | Debreceni VSC                       |
| ---------------------------------- | ----------------------------- | ----------------------------------- |
| Waltner 69' Coroian 41' Földes 48' | (0 – 1) Jegyzőkönyv Részletek | Ludánszki 37' Selim Bouadla 82' 57' |

| Rákóczi Stadion, Kaposvár Nézőszám: 1 000 Játékvezető: Bognár Tamás (magyar) |

| 17. forduló 2013. december 6. 19:00 |

| Mezőkövesd–Zsóry                                         | 2 – 2               | Debreceni VSC                                   |
| -------------------------------------------------------- | ------------------- | ----------------------------------------------- |
| Melczer 68' (11-esből) Harsányi 82' Kiss 35' Bogdány 82' | (0 – 1) Jegyzőkönyv | Kulcsár 28' 25' Selim Bouadla 53' 65' Lázár 67' |

| Városi stadion, Mezőkövesd Nézőszám: 1 000 Játékvezető: Vad II. István (magyar) |

| 18. forduló 2014. március 2. 18:30 |

| Diósgyőri VTK                                       | 1 – 1               | Debreceni VSC                   |
| --------------------------------------------------- | ------------------- | ------------------------------- |
| Futács 17' Abdouraman 12′, 45′ Vadász 83' Rajić 88' | (1 – 1) Jegyzőkönyv | Volaš 15' Kulcsár 38' Lázár 39' |

| DVTK-stadion, Miskolc Nézőszám: 6 000 Játékvezető: Vad II. István (magyar) |

| 19. forduló 2014. március 9. 16:30 |

| Debreceni VSC                 | 2 – 0                         | Haladás              |
| ----------------------------- | ----------------------------- | -------------------- |
| Máté 60' Bódi 83' Szakály 28' | (0 – 0) Jegyzőkönyv Részletek | Simon 5' Tóth P. 62' |

| Oláh Gábor utca, Debrecen Nézőszám: 5500 Játékvezető: Erdős József (magyar) |

| 20. forduló 2014. március 16. 16:30 |

| Ferencváros                             | 1 – 1                         | Debreceni VSC                             |
| --------------------------------------- | ----------------------------- | ----------------------------------------- |
| Somália 8' 86' Jovanović 63' Mateos 67' | (1 – 1) Jegyzőkönyv Részletek | Volaš 27' Selim Bouadla 58' Ludánszki 60' |

| Puskás Ferenc Stadion, Budapest Nézőszám: 8179 Játékvezető: Kassai Viktor (magyar) |

| 21. forduló 2014. március 22. 14:00 |

| Debreceni VSC                              | 1 – 0               | Pécsi MFC             |
| ------------------------------------------ | ------------------- | --------------------- |
| Tisza 94' (11-esből) Morozov 5' Sidibe 85' | (0 – 0) Jegyzőkönyv | Romić 36' Fodor 90+3' |

| Oláh Gábor utca, Debrecen Nézőszám: 6 000 Játékvezető: Andó-Szabó Sándor (magyar) |

| 22. forduló 2014. március 30. 16:30 |

| Videoton                     | 1 – 2               | Debreceni VSC                                                               |
| ---------------------------- | ------------------- | --------------------------------------------------------------------------- |
| Nikolics N. 60' Szolnoki 22' | (1 – 2) Jegyzőkönyv | Szakály 25' 90+1' Máté 36' 90+3' Morozov 5' Vadnai 13' Lázár 32' Zsidai 40' |

| Sóstói Stadion, Székesfehérvár Nézőszám: 4 000 Játékvezető: Iványi Zoltán (magyar) |

| 23. forduló 2014. április 5. 20:00 |

| Debreceni VSC                                | 2 – 2               | Győri ETO                                              |
| -------------------------------------------- | ------------------- | ------------------------------------------------------ |
| Lázár 22' Mihelič 60' 18' Zsidai 8' Máté 49' | (1 – 2) Jegyzőkönyv | Pátkai 11' 30′, 38′ Střeštík 25' Dinjar 19' Andrić 59' |

| Oláh Gábor utca, Debrecen Nézőszám: 8 500 Játékvezető: Kassai Viktor (magyar) |

| 24. forduló 2014. április 12. 20:00 |

| MTK Budapest                                           | 5 – 2               | Debreceni VSC                                          |
| ------------------------------------------------------ | ------------------- | ------------------------------------------------------ |
| Horváth 11' Vass 14' Pölöskei 48' Kanta 62' Vukmir 82' | (2 – 2) Jegyzőkönyv | Vadnai 22' Kulcsár 40' Sidibe 13' Máté 62' Mihelič 62' |

| Hidegkuti Nándor Stadion, Budapest Nézőszám: 2 000 Játékvezető: Vad II. István (magyar) |

| 25. forduló 2014. április 19. 16:00 |

| Paksi FC | 0 – 0               | Debreceni VSC          |
| -------- | ------------------- | ---------------------- |
| Bori 60' | (0 – 0) Jegyzőkönyv | Seydi 16' Brkovics 31' |

| Fehérvári úti stadion, Paks Játékvezető: Szabó Zsolt (magyar) |

| 26. forduló 2014. április 26. 18:00 |

| Debreceni VSC                                                     | 5 – 0               | Kecskeméti TE                                  |
| ----------------------------------------------------------------- | ------------------- | ---------------------------------------------- |
| Sidibe 28' 37' Mihelič 75' Kulcsár 82' 83' Lázár 16' Brkovics 25' | (2 – 0) Jegyzőkönyv | Savić 19' Pavićević 23' Forró 72' Patvaros 73′ |

| Oláh Gábor utca, Debrecen Nézőszám: 7 500 Játékvezető: Iványi Zoltán (magyar) |

| 27. forduló 2014. május 4. 18:30 |

| Lombard Pápa                                | 1 – 5               | Debreceni VSC                                                   |
| ------------------------------------------- | ------------------- | --------------------------------------------------------------- |
| Griffiths 43' Nagy 51' Struhár 60' Tóth 72′ | (1 – 1) Jegyzőkönyv | Sidibe 40' 53' (11-esből) Mihelič 46' Seydi 87' 89' Szakály 34' |

| Perutz Stadion, Pápa Nézőszám: 2 000 Játékvezető: Kassai Viktor (magyar) |

| 28. forduló 2014. május 10. 20:00 |

| Debreceni VSC                                         | 3 – 1               | Újpest                   |
| ----------------------------------------------------- | ------------------- | ------------------------ |
| Kulcsár 27' Antón 46' (öngól) Vadnai 85' Mészáros 24' | (1 – 1) Jegyzőkönyv | Vasiljević 37' Ngawa 36' |

| Nagyerdei Stadion, Debrecen Nézőszám: 19 000 Játékvezető: Erdős József (magyar) |

| 29. forduló 2014. május 25. 15:00 |

| Puskás Akadémia | 0 – 1               | Debreceni VSC                    |
| --------------- | ------------------- | -------------------------------- |
| Guarú 78'       | (0 – 0) Jegyzőkönyv | Bódi 66' Zsidai 83' Korhut 90+2' |

| Pancho Aréna, Felcsút Nézőszám: 2 127 Játékvezető: Bognár Tamás (magyar) |

| 30. forduló 2014. május 31. 20:00 |

| Debreceni VSC | 0 – 2               | Budapest Honvéd                                     |
| ------------- | ------------------- | --------------------------------------------------- |
|               | (0 – 0) Jegyzőkönyv | Vernes 63' 70' Lőrinczy 90+3' Baráth 73' Vécsei 89' |

| Nagyerdei stadion, Debrecen Nézőszám: 20 000 Játékvezető: Andó-Szabó Sándor (magyar) |

### A bajnokság végeredménye
| #   | Csapat                 | M  | GY | D  | V  | G+ – G– | GK  | P  | Megjegyzések                                   |
| --- | ---------------------- | -- | -- | -- | -- | ------- | --- | -- | ---------------------------------------------- |
| 1.  | DVSC–TEVA (B)          | 30 | 18 | 8  | 4  | 66–33   | +33 | 62 | 2014–2015-ös Bajnokok Ligája – 2. selejtezőkör |
| 2.  | Győri ETO FC CV (I)    | 30 | 18 | 8  | 4  | 58–32   | +26 | 62 | 2014–2015-ös Európa-liga – 2. selejtezőkör     |
| 3.  | Ferencvárosi TC (I)    | 30 | 17 | 6  | 7  | 47–33   | +14 | 57 | 2014–2015-ös Európa-liga – 1. selejtezőkör     |
| 4.  | Videoton FC            | 30 | 15 | 8  | 7  | 52–31   | +21 | 53 |                                                |
| 5.  | Diósgyőri VTK (I)      | 30 | 12 | 11 | 7  | 45–38   | +7  | 47 | 2014–2015-ös Európa-liga – 1. selejtezőkör     |
| 6.  | Szombathelyi Haladás   | 30 | 12 | 10 | 8  | 37–31   | +6  | 46 |                                                |
| 7.  | Pécsi MFC–Matias       | 30 | 12 | 9  | 9  | 41–38   | +3  | 45 |                                                |
| 8.  | MTK Budapest FC        | 30 | 11 | 7  | 12 | 42–36   | +6  | 40 |                                                |
| 9.  | Budapest Honvéd FC     | 30 | 10 | 6  | 14 | 37–39   | −2  | 36 |                                                |
| 10. | Kecskeméti TE          | 30 | 9  | 9  | 12 | 36–51   | −15 | 36 |                                                |
| 11. | MVM–Paks               | 30 | 8  | 10 | 12 | 39–42   | −3  | 34 |                                                |
| 12. | Lombard Pápa Termál FC | 30 | 9  | 6  | 15 | 32–50   | −18 | 33 |                                                |
| 13. | Újpest FC (KGY)        | 30 | 8  | 8  | 14 | 46–51   | −5  | 32 |                                                |
| 14. | Puskás Akadémia FC Ú   | 30 | 8  | 7  | 15 | 36–51   | −15 | 31 |                                                |
| 15. | Mezőkövesd-Zsóry FC Ú  | 30 | 6  | 6  | 18 | 27–52   | −25 | 24 | NB II                                          |
| 16. | Kaposvári Rákóczi FC   | 30 | 4  | 7  | 19 | 21–54   | −33 | 19 | NB II                                          |

Utolsó frissítés: 2014. június 1. 
Forrás: MLSZ adatbank 
A rangsorolás alapszabályai: 1. összpontszám, 2. győzelmek száma, 3. gólkülönbség, 4. szerzett gólok száma, 5. egymás elleni eredmények összpontszáma,  6. egymás elleni eredmények gólkülönbsége, 7. egymás elleni eredmények szerzett góljainak száma, 8. egymás elleni eredmények idegenben szerzett góljainak száma.
(B): Bajnokcsapat, (K): Kieső csapat, (F): Feljutó csapat, (I): Kupainduló, (R): A rájátszás győztese, (KGY): Kupagyőztes

### Eredmények összesítése
Az alábbi táblázatban összesítve szerepelnek a Debreceni VSC 2013/14-es bajnokságban elért eredményei.
| Ősz/tavasz (forduló)    | Otthon | Otthon | Otthon | Otthon | Otthon | Otthon | Otthon | Idegenben | Idegenben | Idegenben | Idegenben | Idegenben | Idegenben | Idegenben |
| Ősz/tavasz (forduló)    | M      | GY     | D      | V      | LG–KG  | GK     | P      | M         | GY        | D         | V         | LG–KG     | GK        | P         |
| ----------------------- | ------ | ------ | ------ | ------ | ------ | ------ | ------ | --------- | --------- | --------- | --------- | --------- | --------- | --------- |
| Őszi szezon (1–17.)     | 09     | 07     | 02     | 0      | 25–08  | +17    | 23     | 08        | 04        | 02        | 02        | 16–11     | +5        | 14        |
| Tavaszi szezon (18–30.) | 06     | 04     | 01     | 01     | 13–05  | 0+8    | 13     | 07        | 03        | 03        | 01        | 12–09     | +3        | 12        |
| Összesen (1–30.)        | 15     | 11     | 03     | 01     | 38–13  | +25    | 36     | 15        | 07        | 05        | 03        | 28–20     | +8        | 26        |

### Helyezések fordulónként
| Forduló  | 1  | 2  | 3  | 4 | 5  | 6 | 7  | 8 | 9  | 10 | 11 | 12 | 13 | 14 | 15 | 16 | 17 | 18 | 19 | 20 | 21 | 22 | 23 | 24 | 25 | 26 | 27 | 28 | 29 | 30 |
| -------- | -- | -- | -- | - | -- | - | -- | - | -- | -- | -- | -- | -- | -- | -- | -- | -- | -- | -- | -- | -- | -- | -- | -- | -- | -- | -- | -- | -- | -- |
| Helyszín | O  | O  | O  | I | O  | I | O  | I | O  | O  | I  | O  | I  | O  | I  | I  | I  | I  | O  | I  | O  | I  | O  | I  | I  | O  | I  | O  | I  | O  |
| Eredmény | GY | GY | GY | D | GY | V | GY | V | GY | D  | GY | D  | GY | GY | GY | GY | D  | D  | GY | D  | GY | GY | D  | V  | D  | GY | GY | GY | GY | V  |
| Helyezés | 1  | 1  | 1  | 2 | 1  | 2 | 1  | 3 | 2  | 3  | 3  | 3  | 2  | 2  | 1  | 1  | 1  | 1  | 1  | 1  | 1  | 1  | 1  | 1  | 1  | 1  | 1  | 1  | 1  | 1  |

Helyszín: O = Otthon; I = Idegenben. Eredmény: GY = Győzelem; D = Döntetlen; V = Vereség.

### Szerzett pontok ellenfelenként
Az OTP Bank Ligában lejátszott mérkőzések és a megszerzett pontok a Debreceni VSC szemszögéből, 
ellenfelenként bontva, a csapatok nevének abc-sorrendjében.
| Ellenfél          | Eredmény | Eredmény  | Pontok |
| Ellenfél          | Otthon   | Idegenben | Pontok |
| ----------------- | -------- | --------- | ------ |
| Budapest Honvéd   | 0 – 2    | 3 – 1     | 3      |
| Diósgyőri VTK     | 4 – 0    | 1 – 1     | 4      |
| Ferencvárosi TC   | 4 – 1    | 1 – 1     | 4      |
| Győri ETO         | 2 – 2    | 0 – 3     | 1      |
| Haladás           | 2 – 0    | 1 – 1     | 4      |
| Kaposvári Rákóczi | 7 – 1    | 2 – 1     | 6      |
| Kecskeméti TE     | 5 – 0    | 3 – 0     | 6      |
| Lombard Pápa      | 2 – 2    | 5 – 1     | 4      |
| Mezőkövesd-Zsóry  | 1 – 0    | 2 – 2     | 4      |
| MTK Budapest      | 1 – 0    | 2 – 5     | 3      |
| Paksi FC          | 2 – 2    | 0 – 0     | 2      |
| Pécsi MFC         | 1 – 0    | 1 – 2     | 3      |
| Puskás Akadémia   | 2 – 1    | 1 – 0     | 6      |
| Újpest            | 3 – 1    | 4 – 1     | 6      |
| Videoton          | 2 – 1    | 2 – 1     | 6      |

## Magyar kupa
Győzelem
      Döntetlen
      Vereség
4. forduló
| 2013. október 30. 12:30 |

| ESMTK (NB III)                   | 1 – 2               | Debreceni VSC                         |
| -------------------------------- | ------------------- | ------------------------------------- |
| Lőrinczy 21' Kazi 17' Bonica 89' | (1 – 0) Jegyzőkönyv | Szakály 63' Volaš 89' Spitzmüller 38' |

| ESMTK Stadion, Budapest Nézőszám: 500 Játékvezető: Botló Béla (magyar) |

Nyolcaddöntő
| 2013. november 26. 12:30 |

| Dunaújváros PASE (NB II) | 1 – 1               | Debreceni VSC                      |
| ------------------------ | ------------------- | ---------------------------------- |
| Godslove 9' Villám 40'   | (1 – 0) Jegyzőkönyv | Szakály 56' Volaš 59' Ferenczi 37' |

| Dunaújvárosi Stadion, Dunaújváros Nézőszám: 600 Játékvezető: Szabó Zsolt (magyar) |

| 2013. december 3. 17:00 |

| Debreceni VSC                | 2 – 0               | Dunaújváros PASE (NB II) |
| ---------------------------- | ------------------- | ------------------------ |
| Máté 24' Volaš 67' Lázár 10' | (1 – 0) Jegyzőkönyv |                          |

| Oláh Gábor utca, Debrecen Nézőszám: 1 800 Játékvezető: Erdős József (magyar) |

Továbbjutott a Debreceni VSC, 3–1-es összesítéssel.
Negyeddöntő
| 2014. március 12. 17:30 |

| Nyíregyháza Spartacus FC (NB II)                  | 1 – 3               | Debreceni VSC                                 |
| ------------------------------------------------- | ------------------- | --------------------------------------------- |
| Huszák 63' Bajzát 17' Gengeliczki 53' Ulvicki 55' | (0 – 0) Jegyzőkönyv | Tisza 50' 78' Bódi 54' (11-esből) Brković 76' |

| Nyíregyháza Városi Stadion, Nyíregyháza Nézőszám: 3 000 Játékvezető: Farkas Ádám (magyar) |

| 2014. március 25. 17:00 |

| Debreceni VSC                                               | 6 – 1               | Nyíregyháza Spartacus FC (NB II) |
| ----------------------------------------------------------- | ------------------- | -------------------------------- |
| Seydi 6' Sidibe 39' 78' Ferenczi 45' Króner 53' Kulcsár 75' | (3 – 0) Jegyzőkönyv | Máté 29' Jánvári 23' Polényi 38′ |

| Oláh Gábor utca, Debrecen Nézőszám: 1 500 Játékvezető: Oláh Gábor (magyar) |

Továbbjutott a Debreceni VSC, 9–2-es összesítéssel.
Elődöntő
| 2014. április 15. 18:00 |

| Debreceni VSC                                                       | 4 – 2               | Diósgyőri VTK                                             |
| ------------------------------------------------------------------- | ------------------- | --------------------------------------------------------- |
| Seydi 21' Volaš 33' Bódi 41' 60' Tisza 86' Szakály 19' Ferenczi 63' | (3 – 1) Jegyzőkönyv | Grumić 36' Elek 90' 66' Abdou 13' Gosztonyi 26' Bacsa 71' |

| Oláh Gábor utca, Debrecen Nézőszám: 2 500 Játékvezető: Andó-Szabó Sándor (magyar) |

| 2014. május 7. 18:00 |

| Diósgyőri VTK          | 2 – 0               | Debreceni VSC                      |
| ---------------------- | ------------------- | ---------------------------------- |
| Debreceni 2' Bacsa 21' | (2 – 0) Jegyzőkönyv | Ludánszki 27' Verpecz 33′ Máté 80' |

| DVTK-stadion, Miskolc Nézőszám: 3 000 Játékvezető: Iványi (magyar) |

Továbbjutott a Diósgyőri VTK, 4–4-es összesítéssel, idegenben lőtt gólokkal.

## Ligakupa
Győzelem
      Döntetlen
      Vereség

### Csoportkör (B csoport)
| 1. forduló 2013. szeptember 4. 16:30 |

| Debreceni VSC                       | 3 – 0               | Nyíregyháza Spartacus |
| ----------------------------------- | ------------------- | --------------------- |
| Ferenczi 52' Brković 66' Sidibe 74' | (0 – 0) Jegyzőkönyv |                       |

| Oláh Gábor utca, Debrecen Nézőszám: 2 500 Játékvezető: Berger József (magyar) |

| 2. forduló 2013. szeptember 11. 19:00 |

| Mezőkövesd–Zsóry | 0 – 2               | Debreceni VSC                   |
| ---------------- | ------------------- | ------------------------------- |
| Éles 60'         | (0 – 1) Jegyzőkönyv | Dombi 41' 72' Trninić 58' 90+2' |

| Városi stadion, Mezőkövesd Nézőszám: 800 Játékvezető: Böcskei Balázs (magyar) |

| 3. forduló 2013. október 9. 16:30 |

| Debreceni VSC                               | 2 – 0               | Balmazújváros |
| ------------------------------------------- | ------------------- | ------------- |
| Seydi 56' Volaš 84' Brković 42' Bernáth 53' | (0 – 0) Jegyzőkönyv | Oláh 8'       |

| Oláh Gábor utca, Debrecen Nézőszám: 1 000 Játékvezető: Karakó Ferenc (magyar) |

| 4. forduló 2013. október 16. 14:00 |

| Balmazújváros | 1 – 5               | Debreceni VSC                                                     |
| ------------- | ------------------- | ----------------------------------------------------------------- |
| Urbin 66'     | (0 – 4) Jegyzőkönyv | Slimane Bouadla 2' Spitzmüller 4' Volaš 10' Króner 32' Szécsi 77' |

| Balmazújváros Nézőszám: 300 Játékvezető: Lovas László (magyar) |

| 5. forduló 2013. november 13. 13:30 |

| Debreceni VSC                            | 2 – 4               | Mezőkövesd–Zsóry                                   |
| ---------------------------------------- | ------------------- | -------------------------------------------------- |
| Seydi 60' Szalai 72' (öngól) Bouadla 80' | (0 – 2) Jegyzőkönyv | Vaskó 17' 22' Harsányi 25' Bognár 70' 88' Bagi 65' |

| Oláh Gábor utca, Debrecen Nézőszám: 1 000 Játékvezető: Lovas László (magyar) |

| 6. forduló 2013. november 20. 17:00 |

| Nyíregyháza Spartacus | 0 – 2               | Debreceni VSC |
| --------------------- | ------------------- | ------------- |
|                       | (0 – 0) Jegyzőkönyv | Volaš 64' 68' |

| Nyíregyháza Városi Stadion, Nyíregyháza Nézőszám: 400 Játékvezető: Iványi Zoltán (magyar) |

### A B csoport végeredménye
| Csapat        | M | Gy | D | V | G+ | G– | Gk  | P  |
| ------------- | - | -- | - | - | -- | -- | --- | -- |
| Debreceni VSC | 6 | 5  | 0 | 1 | 16 | 5  | +11 | 15 |
| Mezőkövesd    | 6 | 3  | 1 | 2 | 16 | 10 | +6  | 10 |
| Nyíregyháza   | 6 | 1  | 2 | 3 | 5  | 10 | –5  | 5  |
| Balmazújváros | 6 | 1  | 1 | 4 | 6  | 16 | –10 | 4  |

### Nyolcaddöntő
| Első mérkőzés 2014. február 26. 17:00 |

| Győri ETO                                                | 2 – 1               | Debreceni VSC                  |
| -------------------------------------------------------- | ------------------- | ------------------------------ |
| Dudás 51' Rudolf 84' Lang 46' Mevoungou 61' Lipták 90+2' | (0 – 0) Jegyzőkönyv | Bódi 47' Brković 70' Tisza 83' |

| ETO Park, Győr Nézőszám: 1 500 Játékvezető: Becséri Dániel (magyar) |

| Visszavágó 2013. március 4. 17:00 |

| Debreceni VSC                                               | 3 – 1               | Győri ETO                                              |
| ----------------------------------------------------------- | ------------------- | ------------------------------------------------------ |
| Bódi 50' Selim Bouadla 69' Kovács 88' Vadnai 21' Kovács 89' | (0 – 0) Jegyzőkönyv | Nicorec 74' Nicorec 5' Lazar 24' Had 31′, 43′ Nagy 65' |

| Oláh Gábor utca, Debrecen Nézőszám: 1 500 Játékvezető: Németh Ádám (magyar) |

Továbbjutott a Debreceni VSC, 4–3-as összesítéssel.

### Negyeddöntő
| Első mérkőzés 2014. március 18. 17:00 |

| Debreceni VSC                  | 1 – 1               | Puskás Akadémia                                           |
| ------------------------------ | ------------------- | --------------------------------------------------------- |
| Tisza 26' Seydi 70' Kovács 81' | (1 – 0) Jegyzőkönyv | Lencse 50' Bertus 34' Németh 74' Gallardo 60' Lorentz 84' |

| Oláh Gábor utcai stadion, Debrecen Nézőszám: 1 200 Játékvezető: Vad II. István (magyar) |

A pályán elért 1–1-es eredményt 2014. március 25-én az MLSZ versenybizottság 3–0-ra változtatta meg a DVSC-TEVA javára, mivel a Puskás Akadémia egyik játékosa, Francisco Gallardo jogosulatlanul lépett pályára.
| Visszavágó 2014. április 1. 15:00 |

| Puskás Akadémia                                   | 3 – 2               | Debreceni VSC                                    |
| ------------------------------------------------- | ------------------- | ------------------------------------------------ |
| Tóth 36' Németh 83' Oldal 89' Bertus 40' Nagy 67' | (1 – 2) Jegyzőkönyv | Volaš 5' 6' 66' Bernáth 71' Seydi 78' Király 86' |

| Pancho Aréna, Felcsút Nézőszám: zárt kapuk mögött Játékvezető: Erdős József (magyar) |

Továbbjutott a Debreceni VSC, 5–3-as összesítéssel.

A Magyar Labdarúgó Szövetség versenybizottsága az eredetileg Székesfehérvárra kiírt Puskás Akadémia–DVSC-TEVA Ligakupa-mérkőzés helyszínét a felcsúti Pancho Arénára módosította, de a szakhatóságok a bejárás után úgy döntöttek, hogy a mérkőzést szurkolók nélkül, zárt kapuk mögött lehet megrendezni, mivel a stadion építése még nem fejeződött be teljesen.

### Elődöntő
| Első mérkőzés 2014. április 22. 18:00 |

| Debreceni VSC                                             | 1 – 5               | Videoton                                                       |
| --------------------------------------------------------- | ------------------- | -------------------------------------------------------------- |
| Ludánszki 67' Dombi 21' Verpecz 41' Volaš 59' Morozov 86' | (0 – 3) Jegyzőkönyv | Nildo 6' 74' Álvarez 9' Brachi 41' (11-esből) 57' Oliveira 82' |

| Oláh Gábor utca, Debrecen Nézőszám: 2 000 Játékvezető: Farkas Ádám (magyar) |

| Visszavágó 2014. április 29. 17:30 |

| Videoton               | 1 – 0               | Debreceni VSC          |
| ---------------------- | ------------------- | ---------------------- |
| Gyurcsó 38' Mamadu 57' | (1 – 0) Jegyzőkönyv | Damahou 22' Kovács 64' |

| Sóstói Stadion, Székesfehérvár Nézőszám: 1 500 Játékvezető: Szabó Zsolt (magyar) |

Továbbjutott a Videoton FC, 6–1-es összesítéssel.

## Szuperkupa
| 2013. július 13. 20:30 |

| Győri ETO                                        | 3 – 0                         | Debreceni VSC                   |
| ------------------------------------------------ | ----------------------------- | ------------------------------- |
| Trajković 33' Koltai 45' Kalmár 86' Martínez 72' | (2 – 0) Jegyzőkönyv Részletek | Korhut 49' Damahou 77' Nagy 88' |

| Puskás Ferenc Stadion, Budapest Nézőszám: 1 500 Játékvezető: Andó-Szabó Sándor (magyar) |

## Európa-liga
2. selejtezőkör
| 2013. július 18. 19:00 |

| Strømsgodset                              | 2 – 2               | Debreceni VSC                                                    |
| ----------------------------------------- | ------------------- | ---------------------------------------------------------------- |
| Horn 53' Kovács 90+3' Ibrahim 4' Nuhu 55' | (0 – 1) Jegyzőkönyv | Sidibe 36' 55' (11-esből) 89' Máté 26' Bódi 52′, 67′ Bouadla 86' |

| Marienlyst Stadion, Drammen Nézőszám: 5 000 Játékvezető: Marius Avram (román) |

| 2013. július 25. 20:30 |

| Debreceni VSC | 0 – 3               | Strømsgodset                                                                       |
| ------------- | ------------------- | ---------------------------------------------------------------------------------- |
| Trninić 33'   | (0 – 1) Jegyzőkönyv | Kovács 35' Adjei-Boateng 51' 45' Storflor 58' Vilsvik 67' Storbæk 71′ Johansen 83' |

| Nyíregyháza Városi Stadion, Nyíregyháza Nézőszám: 8 000 Játékvezető: Ilias Spathas (görög) |

## Felkészülési mérkőzések
Győzelem
      Döntetlen
      Vereség

### Nyár
| 2013. június 29. 17:00 |

| Debreceni VSC                                                                | 5 – 0               | 1. FC Tatran Prešov |
| ---------------------------------------------------------------------------- | ------------------- | ------------------- |
| Kulcsár 40' Korhut 54' Czvitkovics 62' 74' (11-esből) Nikolić 79' (11-esből) | (1 – 0) Jegyzőkönyv |                     |

| Debrecen-Pallag, Debrecen Nézőszám: 300 Játékvezető: Kulcsár Katalin (magyar) |

| 2013. június 29. 19:00 |

| Debreceni VSC        | 2 – 1               | Diósgyőri VTK |
| -------------------- | ------------------- | ------------- |
| Rezes 5' Horváth 69' | (1 – 1) Jegyzőkönyv | Rudolf 42'    |

| Debrecen-Pallag, Debrecen Nézőszám: 600 Játékvezető: Veizer Roland (magyar) |

| 2013. július 6. |

| MFK Košice                                          | 4 – 1               | Debreceni VSC              |
| --------------------------------------------------- | ------------------- | -------------------------- |
| Korijkov 47' Coulibaly 53' Pačinda 66' Pilipčuk 85' | (0 – 0) Jegyzőkönyv | Czvitkovics 50' (11-esből) |

| Lokomotív stadion, Kassa Nézőszám: 150 Játékvezető: Kohl (szlovák) |

| 2013. július 6. |

| MFK Košice | 1 – 0               | Debreceni VSC |
| ---------- | ------------------- | ------------- |
| Haskić 63' | (0 – 0) Jegyzőkönyv |               |

| Lokomotív stadion, Kassa Nézőszám: 300 Játékvezető: Eperiesi (szlovák) |

| 2013. július 7. |

| Debreceni VSC | 1 – 3               | Kecskeméti TE                   |
| ------------- | ------------------- | ------------------------------- |
| Horváth 27'   | (1 – 2) Jegyzőkönyv | Balázs 17' Karan 45' Rajczi 82' |

| Debrecen-Pallag, Debrecen Nézőszám: 300 Játékvezető: Karakó Ferenc (magyar) |

| 2013. július 10. |

| Debreceni VSC           | 2 – 0               | Gaz Metan Mediaș |
| ----------------------- | ------------------- | ---------------- |
| Horváth 28' Kulcsár 53' | (1 – 0) Jegyzőkönyv |                  |

| Oláh Gábor utca, Debrecen Nézőszám: 2 000 Játékvezető: Solymosi Péter (magyar) |

| 2013. július 14. |

| Debreceni VSC                                                                           | 6 – 0               | Balmazújváros |
| --------------------------------------------------------------------------------------- | ------------------- | ------------- |
| Horváth 25' Czvitkovics 42' (11-esből) Ferenczi 59' (11-esből) 73' Bud 70' Pölöskey 86' | (2 – 0) Jegyzőkönyv |               |

| Oláh Gábor utca, Debrecen Nézőszám: 400 |

| 2013. július 20. |

| Debreceni VSC | 1 – 2       | Szigetszentmiklósi TK |
| ------------- | ----------- | --------------------- |
| Volaš         | Jegyzőkönyv | Zsivóczky Ducić       |

| Oláh Gábor utca, Debrecen Nézőszám: 300 Játékvezető: Takács János (magyar) |

### Tél
| 2014. január 18. |

| Debreceni VSC | 1 – 1               | FC Botoşani |
| ------------- | ------------------- | ----------- |
| Kulcsár 15'   | (1 – 0) Jegyzőkönyv | Cârjan 77'  |

| Debrecen Játékvezető: Karakó Ferenc (magyar) |

| 2014. január 25. |

| Debreceni VSC | 0 – 1               | Várda SE   |
| ------------- | ------------------- | ---------- |
|               | (0 – 0) Jegyzőkönyv | Üveges 65' |

| Debrecen-Pallag Játékvezető: Solymosi Péter (magyar) |

| 2014. február 1. 12:00 |

| Debreceni VSC                              | 4 – 6               | Kecskeméti TE                                   |
| ------------------------------------------ | ------------------- | ----------------------------------------------- |
| Volaš 8' 33' 58' (11-esből) 85' (11-esből) | (2 – 0) Jegyzőkönyv | Pekár 50' 56' 74' Balázs 65' 72' (11-esből) 78' |

| Debrecen-Pallag Játékvezető: Solymosi Péter (magyar) |

| 2014. február 1. 14:00 |

| Debreceni VSC                      | 3 – 0               | Balmazújváros |
| ---------------------------------- | ------------------- | ------------- |
| Brković 13' Sidibe 41' Kertész 56' | (2 – 0) Jegyzőkönyv |               |

| Debrecen-Pallag Játékvezető: Veizer Roland (magyar) |

| 2014. február 5. 16:00 |

| Debreceni VSC   | 2 – 2               | CSZKA Szofija             |
| --------------- | ------------------- | ------------------------- |
| Kulcsár 53' 67' | (0 – 1) Jegyzőkönyv | Di Vanni 34' Gargorov 64' |

| Belek, Törökország |

| 2014. február 8. |

| Pohang Steelers | 2 – 0               | Debreceni VSC |
| --------------- | ------------------- | ------------- |
| 33' 73'         | (1 – 0) Jegyzőkönyv |               |

| Belek, Törökország |

| 2014. február 8. |

| Sahtyor Karagandi | 1 – 0               | Debreceni VSC |
| ----------------- | ------------------- | ------------- |
| 42'               | (1 – 0) Jegyzőkönyv |               |

| Belek, Törökország |

| 2014. február 12. |

| Debreceni VSC                                 | 3 – 1               | Gaz Metan Mediaș |
| --------------------------------------------- | ------------------- | ---------------- |
| Ludánszki 24' Sidibe 54' (11-esből) Seydi 76' | (1 – 0) Jegyzőkönyv |                  |

| Belek, Törökország |

| 2014. február 12. 16:00 |

| Debreceni VSC            | 2 – 2               | Shonan Bellmare |
| ------------------------ | ------------------- | --------------- |
| Volaš 54' (11-esből) 63' | (0 – 2) Jegyzőkönyv |                 |

| Belek, Törökország |

| 2014. február 19. |

| Debreceni VSC                            | 3 – 2               | Békéscsaba 1912 Előre |
| ---------------------------------------- | ------------------- | --------------------- |
| Seydi 37' Morozov 55' Albert 88' (öngól) | (1 – 1) Jegyzőkönyv | Bagi 25' Leucuţă 79'  |

| Debrecen-Pallag Játékvezető: Solymosi Péter (magyar) |